# Diva (音樂團體)
DIVA（韓語：디바）是1990年代韓國Hip-hop舞蹈女子團體。成立於1997年，於2006年解散。成員經過三次調動，解散前成員為Vicky和Zinnie。

## 成員簡介

### Vicky Kim（비키）
- 本名：김가영（音譯：金佳英）
- 生日：1977年9月9日
- 身高：170cm
- Chae Rina退出後，擔任隊長。第五張專輯《The Diva 5》中光頭的造型引起話題。
- 第八張專輯發行後，螢光幕前的活動減少，以廣播節目為主。
- 2009年7月25日結婚，目前育有一子。[1]

### Chae Rina（채리나）
- 生日：1978年2月3日
- 身高：167cm
- 團體Roo'ra的一員。
- 擔任第三張專輯《Millennium》製作人。
- 因為舞技出色，也參與編舞（Roo'ra）工作，甚至影響了女後輩們（如After School的嘉熙）學習舞蹈。1999年因想專心Roo'ra的演藝工作而退出Diva。
- 退出Diva後，曾以Solo歌手身分發行兩張專輯；又和Cool中的女成員Yuri組成「Girlfriends」，發行過兩張專輯；2009年Roo'ra宣布復出後，又以Roo'ra成員身分在演藝圈活動。

### Zinnie Kim（지니）
- 本名：김진（金珍）
- 生日：1978年7月19日
- 身高：170cm
- 右邊腰間有取自本名金珍中的「珍」中文字樣刺青。
- 發行第三張專輯《Millennium》之際，因美國居留問題暫時退出。
- 後期參與專輯作詞和製作工作；第七張專輯主打歌〈Hey Boy〉歌詞為Zinnie創作。
- 現在擔任服裝設計師，並以服裝設計師的身分參與韓國版決戰服裝生死台（Project Runway Korea）節目。

### Lee Minkyoung（이민경）
- 生日：1981年10月11日
- 身高：167cm
- 1998年以三男一女Hip-hop團體「Unity」（유니티）出道，1999年發行第三張專輯時加入。
- 第八張專輯發行後退出Diva。目前以音樂劇演員身份在演藝圈活動。

## 演藝事業

### 1997年～1998年
1997年8月至1998年10月成員為隊長Chae Rina(채리나)、Vicky(비키)、Zinnie(지니) , 以第一張專輯《Funky Diva》中〈그래〉（是的）和〈12월의 드라마〉（12月的連續劇）出道，是韓國史上第一個銷售突破20萬張的女子團體。第二張專輯《Snappy Diva's》中主打歌〈왜불러〉（為何叫我）和〈Joy〉在當時韓國音樂排行榜上獲得了相當不錯的成績，尤其〈왜불러〉（為何叫我）拿下當時SBS《人氣歌謠》排行冠軍，該首單曲亦被翻唱成多國語言。

### 1999年
1999年可說是DIVA最活躍的一年。為拓展海外市場，1999年發行英文特別專輯《Dream》，隨即開始一連串海外宣傳活動，尤其在台灣特別受到歡迎，該英文專輯（滾石唱片發行）在台灣銷售近20萬張。1999年2月4日參加在台灣舉行Korea Big 4演唱會（與CLON、H.O.T.、S.E.S.），擔任開場表演，並在該演唱會當中搶先公佈第三張專輯主打歌〈I'll Get Your Love〉。
1999年6月發行第三張專輯《Millennium》時，成員之一Zinnie因美國居留問題暫時退出DIVA，加入新成員Lee Minkyoung（이민경／李敏景）。主打歌為〈Yo Yo〉（고리）和〈I'll Get Your Love〉，其中〈I'll Get Your Love〉成員們於mv中穿著鮮黃色運動服大跳Hip-hop舞蹈，展現出搞笑又活潑的一面，成為當時韓國女團中的特色。另外，DIVA也跨刀現聲師弟團「TEAM」的出道單曲〈이것봐〉（看這裡）1999年10月和其他Hip-hop團體及歌手（바비 킴 / Roo'ra / 샤크라 / 에스더 / X-large）組成Bros（브로스），發行專輯《Bros 1집 - 14 Guy Project Album》，主打歌為〈Win win〉和〈Dejavu〉，號稱當年度最多成員的組合。

### 2000年～2005年
2000年發行第四張專輯前夕，隊長Chae Rina宣布退出DIVA，Zinnie重新加入，發行第四張《Naughty Diva》，主打歌〈Up & Down〉為早期K-POP中178bpm的快速舞曲。第五張專輯《The Diva 5》的〈딱이야〉（就是）輕快的Disco曲風及舞蹈，帶起一股復古風潮。
第六張專輯《Luxury Diva》的主打曲〈Action〉在排行榜上，開始無法獲得像之前的好成績；第七張專輯《Renaissance》的〈Hey Boy〉市場反應亦不如預期，第八張專輯《Only Diva》的〈웃어요〉（笑吧）更在幾乎沒什麼宣傳之下結束了活動。

### 2005年後
成員Lee Minkyoung退出DIVA。
Vicky和Zinnie開始參與廣播節目及其他綜藝節目；Zinnie之後前往美國就讀設計，Vicky也鮮少出現在螢光幕前。2006年DIVA宣布解散。

### 團體軼事
- 因不做作、強悍作風，曾經被稱為是女版「DJ DOC」(韓國知名三人組Hip-hop團體）。
- 〈Joy〉的副歌部分和藍心湄的〈你的電話〉的副歌部分相似度高，一度被認為是抄襲或翻唱，但原作曲人脱拉庫表示該曲早在未出道前就已寫好，且之前並無聽過〈Joy〉，不可能抄襲。這兩首歌之後被傳為「歌曲明星臉事件」。
- 收錄在英文專輯《Dream Diva》中的〈Merry Xmas, Lonely Xmas〉mv由台灣導演賴偉康所拍攝，這首單曲在台灣意外地引起一陣風潮。
- 在live演出時穿著印有「Osama bin Laden Wanted」（通緝賓拉登）字樣的T恤引起討論。Diva表示，會穿上這件衣服純粹是因為有趣，且也希望鼓勵年輕人關心時事議題。
- 收錄於第八張專輯《Only Diva》中，由成員Lee Minkyoung和輝星 （Wheesung／휘성）合唱的〈76-70 =♡〉為電影《智齒》（Sarangni／사랑니 )主題曲。[5]
- 成員Vicky Kim為第七張專輯《Renaissance》拍攝了藝術裸照，其中一組裸照因有疑似自慰的動作引起宣然大波。[6]
- 2010年tvN Newton舉行《歷代最紅女子組合Best 10》排行榜中，獲得第十名。[7]
- 2010年獲選《tvN Newton票選的最佳男女偶像團體組合前20位的排名》獲得女子組合第十名。[8]
- 2011年於韓國節目《強心臟》100集特輯節目中，揭露了與當時另一女團Baby V.O.X.之間的誤會。[9]

### 歌曲翻唱
- 〈왜불러〉（為何叫我）由台灣歌手徐懷鈺翻唱成中文歌〈怪獸〉；香港歌手杜德偉翻唱成英文歌〈Breaking the Rules〉（合唱曲）及粵語歌〈著迷〉（合唱曲）；被韓國企劃女團C.I.V.A重新翻唱；在台灣發行的《Dream》雙CD中，亦收錄了不同的混音版本。
- 〈이 겨울에〉（這個冬季）被韓國女團Brown Eyed Girls重新翻唱，收錄於《Somewhere Over The Rainbow Vol.6》合輯中。
- 〈Action〉被台灣歌手許慧欣翻唱成中文歌〈失戀不敗〉。
- 〈고리〉(Yo Yo)被香港女團B2翻唱成粵語歌〈自己知自己事〉及國語歌〈愛得不清醒〉。

### 獎項
| 節目                          | 時間     | 歌曲                 | 名次 |
| ----------------------------- | -------- | -------------------- | ---- |
| SBS 인기가요 （SBS 人氣歌謠） | 1998.7.5 | 왜 불러 （為何叫我） | 一位 |

| 年度   | 頒獎單位                                | 獎項                                      | 歌曲          |
| ------ | --------------------------------------- | ----------------------------------------- | ------------- |
| 1997年 | 골든 디스크 시상식 (Golden Disk Awards) | SKC 인기가수상 （SKC 人氣歌手獎）         | 그래 （我們） |
| 1998年 | SBS 가요대전 （SBS 歌謠大獎）           | 10대 가수상 （10代歌手獎）                |               |
| 2001年 | KMTV 가요대전 （KMTV 歌謠大獎）         | KMTV 가요대전 본상 （KMTV 歌謠大獎 本賞） |               |

### 專輯及成員異動
| 專輯     | 專輯名稱                        | 發行日期（韓國發行時間為主） | 成員                            |
| -------- | ------------------------------- | ---------------------------- | ------------------------------- |
| 第一張   | Funky Diva                      | 1997.8.29                    | Chae Rina、Vicky、Zinnie        |
| 第二張   | Snappy Diva's                   | 1998.4.1                     | Chae Rina、Vicky、Zinnie        |
| 英文專輯 | Dream                           | 1999.1（台灣發行）           | Chae Rina、Vicky、Zinnie        |
| 第三張   | Millennium                      | 1999.6.1                     | Chae Rina、Vicky、Lee Minkyoung |
| 第四張   | Naughty Diva                    | 2000.11.8                    | Vicky、Zinnie、Lee Minkyoung    |
| 第五張   | The Diva 5                      | 2001.8.16                    | Vicky、Zinnie、Lee Minkyoung    |
| 第六張   | Luxury Diva                     | 2002.9.6                     | Vicky、Zinnie、Lee Minkyoung    |
| 精選輯   | Best World and Special Non-Stop | 2003.6.20                    |                                 |
| 第七張   | Renaissance                     | 2004.1.28                    | Vicky、Zinnie、Lee Minkyoung    |
| 第八張   | Only Diva                       | 2005.9.1                     | Vicky、Zinnie、Lee Minkyoung    |